# Schedonnardus paniculatus
Schedonnardus es un género monotípico de plantas herbáceas de la familia de las poáceas. Su única especie, Schedonnardus paniculatus, es originaria de América desde Canadá hasta Argentina.

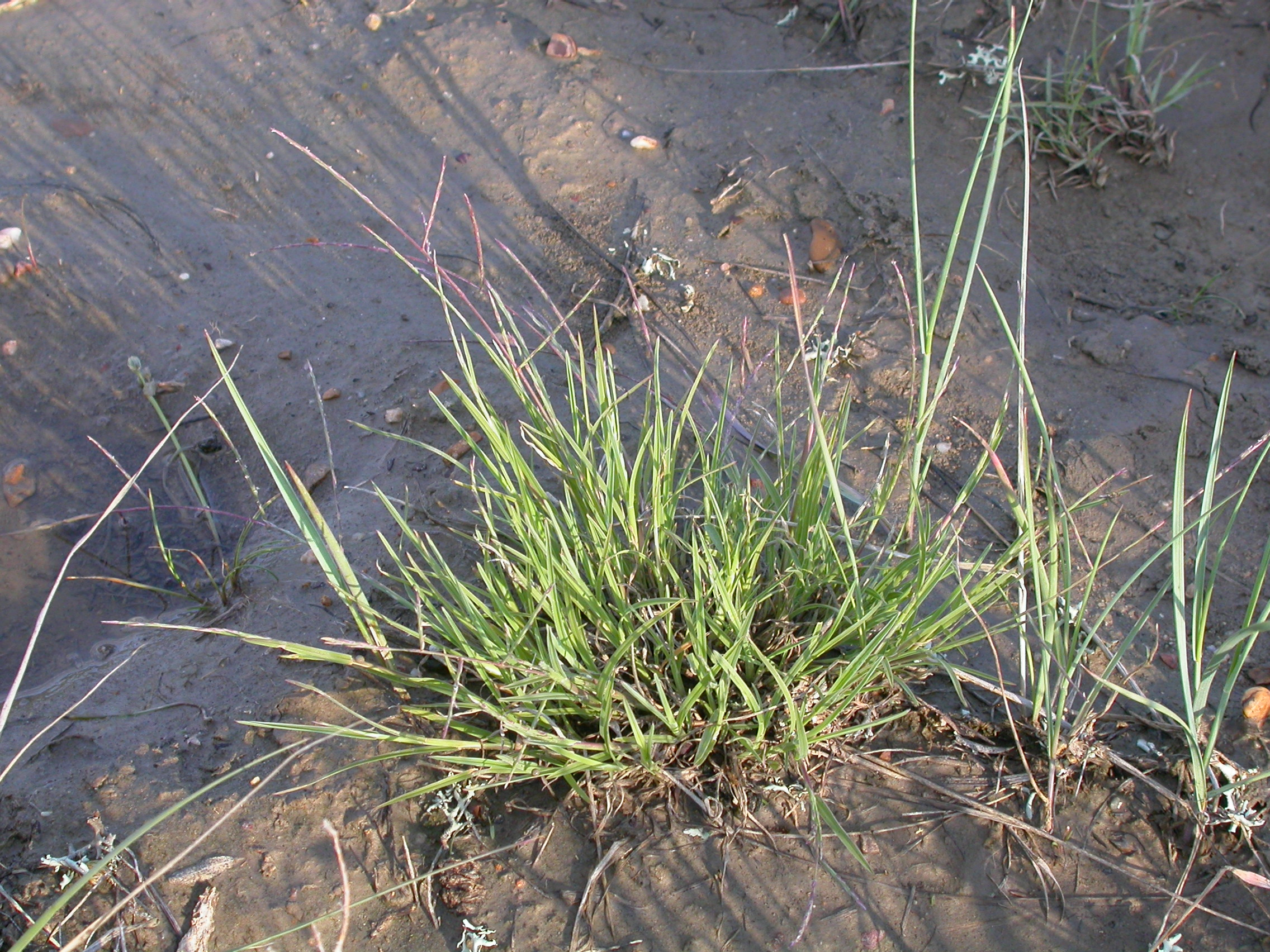
Vista de la planta

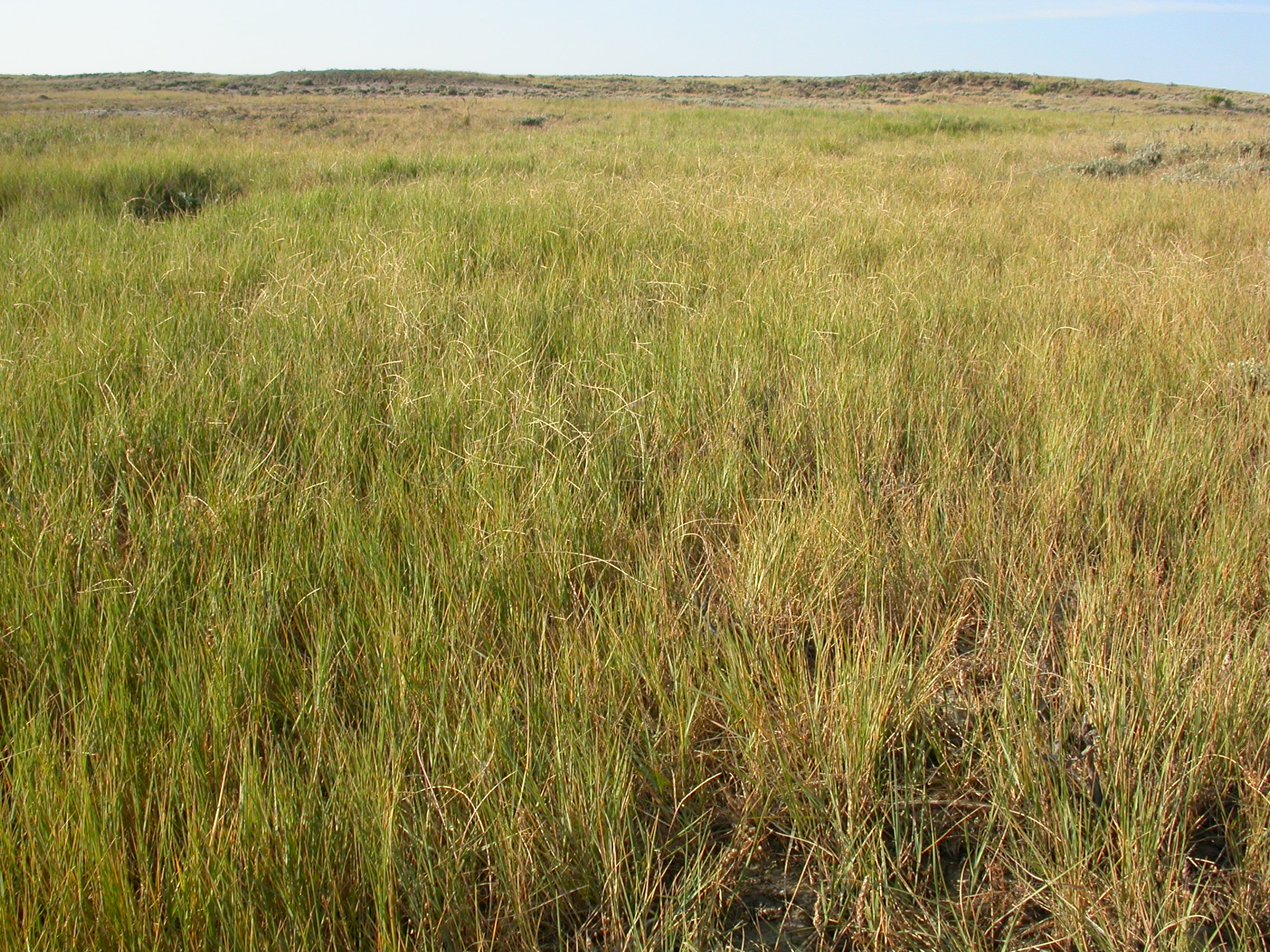
En su hábitat

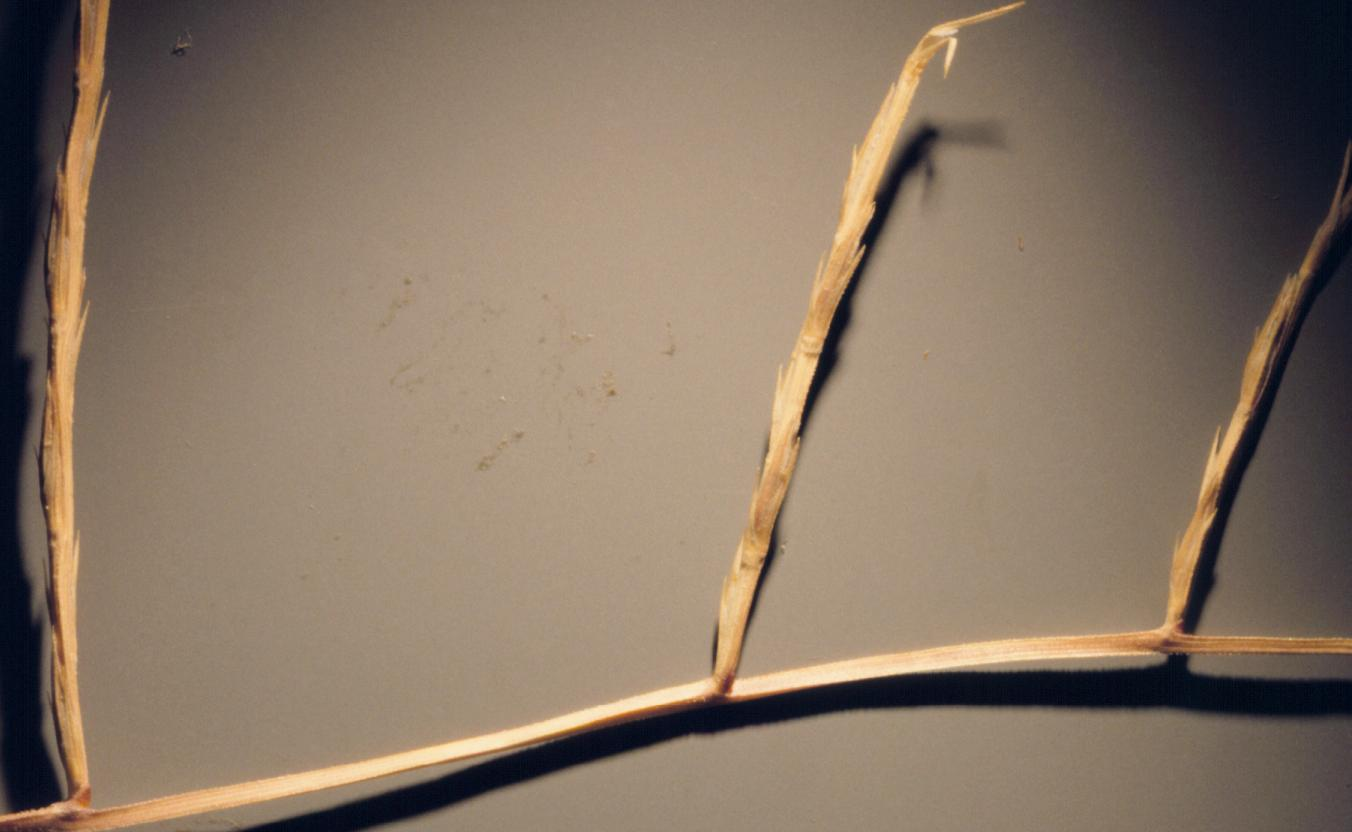
Detalle

## Descripción
Son plantas perennes, sin rizomas, formando mechones sueltos. Tallos florales de 8-50 cm de largo, erectas o ascendentes, glabras. Vainas de las hojas en la espalda, glabro o rugosa, la lígula una membrana glabra 1-4 mm de largo. Láminas foliares de 2-5 (-11) cm de largo, 1-3 mm de ancho, ascendente o arqueada, no rígida, que se reduce gradualmente en la base, doblada, glabras en las superficies rugosas, a lo largo de los márgenes blancos estrechos. Inflorescencias con (1) 2-14 espigas, éstas dispuestas pinnadas y alternativamente a lo largo del eje curvado o arqueado, con una espiga terminal en la punta. Espigas de 2-5 (-10) cm de largo. Espiguillas con 1 flósculo perfecto. Glumas lineales a lanceoladas estrechamente, 1-nervada, puntiaguda en la punta pero unawned, rugosa sobre el nervio, la gluma inferior 1.5-3.2 mm de largo, más estrecho que la gluma superior, que es 2.6-4.3. Lemas de 3-5 mm de largo, angostamente lanceoladas, 3-nervadas. Frutos de 1.9-2.4 mm de largo, linear a estrechamente oblongo-elípticas a grandes rasgos, la punta con un estilo persistente, marrón rojizo a marrón oscuro.

## Distribución y hábitat
Dispersos en la mitad occidental de Estados Unidos, Canadá, México, Argentina, en las praderas de las tierras altas, claros y bosques de montaña rara vez secos, sobre sustratos calcáreos; también pastizales, bordes de caminos y áreas abiertas y perturbadas.

## Taxonomía
Schedonnardus paniculatus fue descrito por (Nutt.) Trel. y publicado en Annual Report of the Geological Survey of Arkansas 1888(4): 236. 1891.
Citología
Número de la base del cromosoma, x = 10. 2n = 30.
Etimología
Schedonnardus: nombre genérico que procede del término schedon (cercano) y Nardus (otro género de poaceae).
paniculatus: epíteto latino que significa "con panícula".
Sinonimia
- Lepturus paniculatus Nutt. basónimo
- Rottboellia paniculata (Nutt.) Spreng.
- Schedonnardus texanus Steud.
- Spirochloe paniculata (Nutt.) Lunell[3][4]